# شلل العضلة الهدبية
شلل العضلة الهدبية (بالإنجليزية: Cycloplegia)‏ هو شلل يحصل في العضلة الهدبية المسؤولة عن عملية التكيف في العين، يؤدي إلى فقدان العين قدرتها على المطابقة (وضع خيال الجسم القريب على الشبكية)، وذلك بتغيير انحناء العدسة.

## النتائج
يؤدي شلل العضلة الهدبية إلى عدم قدرة العدسة على الانحناء وتعديلها للتركيز على الأجسام القريبة، مما يؤدي إل مشاكل تماثل ما يحصل بسبب طول النظر الشيخوخي، حيث تفقد العدسة مرونتها وقدرتها على التركيز على الأجسام القريبة.

## الأدوية
أدوية هذا المرض بشكل عام هي حاصرات مستقبلات المسكارين، وتشمل الأتروبين، وسكوبولامين، وسكلوبنتولات، وهوماتروبين، وتروبيكاميد. وتستخدم في انكسار شلل العضلة الهدبية، أي شل العضلات الهدبية لتحديد الخطأ الانكساري الحقيقي للعدسة، وعلاج التهاب العنبية. العديد من عقاقير شلل الهدبية تؤدي إلى توسع الحدقة (بؤبؤ العين) وتستخدم على هذا النحو خلال امتحانات تنظير العين لتحسين رؤية الشبكية.
عند استخدام أدوية شلل العضلة الهدبية لتوسيع الحدقة، فإن الحدقة في العين العادية تستعيد وظيفتها عند استقلاب الأدوية أو إبعادها. يمكن لبعض الأدوية أن تتسبب بتوسع الحدقة لعدة أيام. عادة يزول تأثير الأدوية التي يستخدمها أطباء العيون أو فاحصو النظر خلال ساعة، وعندما يترك المريض العيادة يزود بنظارات شمسية قوية للراحة.